# 阿里·阿劳杰米
阿里·阿劳杰米（阿拉伯语：علي محمد لاجامي，1996年4月24日—）是沙特阿拉伯的职业足球运动员，司职后卫。现效力于沙特阿拉伯职业足球联赛的希拉爾，也代表沙特阿拉伯国家足球队。